# Hydroxyaldehyde

Strukturformel von Glycolaldehyd

Strukturformel von Hydroxymethylfurfural

Strukturformel von Hydroxycitronellal

Hydroxyaldehyde (Aldehydalkohole) sind Verbindungen aus der Gruppe der Aldehyde, die eine zusätzliche Hydroxygruppe (–OH) enthalten.
Der einfachste Vertreter ist der Glycolaldehyd (α-Hydroxyacetaldehyd).
Das Hydroxymethylfurfural ist ein Beispiel, wo Hydroxygruppe und Aldehydgruppe einen größeren Abstand aufweisen.
Die Aldole (β-Hydroxyaldehyde) bilden eine Untergruppe.